# Theodor Pleske
 (août 2016).
Theodor ou Théodore (ou Fedor Edouardovitch) Pleske est un ornithologue russe d'origine allemande de la Baltique, né le 11 (23 juillet 1858) à Peterhof et mort le 1er août 1932 à Léningrad.

## Biographie
Pleske est le fils d'un officier, futur général-major, d'origine allemande, Eduard Pleske (1817-1873), dont la famille originaire de Silésie s'est installée pendant deux générations à Riga, et de sa femme Margarita Elizabeth Oom (1822-1880). Il poursuit ses études au lycée classique N°2 de Saint-Pétersbourg, puis à la fameuse Sankt-Petri-Schule (1873-1878). Il entre ensuite au département des sciences naturelles de la faculté de physique et de mathématiques de l'université impériale de Saint-Pétersbourg en 1878 qu'il termine en 1882 avec le grade de candidat en ornithologie. En 1880, la Société des naturalistes de Saint-Pétersbourg lui commande l'étude de la faune de la péninsule de Kola et de l'Oural méridional, et il part pour six ans.
À son retour en 1886, il est nommé conservateur de la collection d'ornithologie du musée impérial d'histoire naturelle de l'Académie des sciences de Saint-Pétersbourg. Il étudie les oiseaux recueillis par Przewalski (1839-1888) et Grumm-Grżymajło (1860-1936) dans leurs expéditions d'Asie centrale. Il devient directeur effectif du musée zoologique de Saint-Pétersbourg en 1893 (où il donne l'impulsion au département d'entomologie) et nommé la même année membre extraordinaire de l'Académie des sciences de Saint-Pétersbourg (avec le rang de conseiller d'État effectif), mais en donne sa démission en 1896. Valentin Bianchi lui succède à la tête de l'institut d'ornithologie.

## Quelques publications
- (de) «Ornithologische Notizen aus Ost-Russland» («Cab. Joun. f. Orn.», 1878),
- (de) «Beitrage zur Ornithologie der St.-Petersburger Gouvernements» («Beitr. Kenntn. Russ. Reichs.», [2], IV, 1881),
- (de) «Übersicht des Saugethiere und Vogel der Kola-Halbinsel» («Beitr. Kenntn. Russ. Reich.», [2], VII, 1884 и 1886),
- (la) «Ornithographia rossica» (Saint-Pétersbourg),
- (ru) «Научные результаты путешествия Пржевальского. Птицы» [Résultats scientifiques de l'expédition de Przewalski],
- (de) «Revision d. turkest. Ornis» (Saint-Pétersbourg, 1888),
- (de) «Ornith. Ausbeute d. Exped. der Gebr. Grum-Grzimailo nach Central-Asien 1889—1890» (Saint-Pétersbourg, 1890)

## Hommages
- (Tetraoninae) Lagopus muta pleskei
- (Locustellidae) Locustella pleskei
- (Corvidae) Podoces pleskei